# Веж-Айва
Веж-Айва — река в России, протекает по Никольскому району Пензенской области. Правый приток Айвы.

## География
Река Веж-Айва берёт начало около деревни Лопуховка. Течёт на запад. Устье реки находится в 50 км по правому берегу реки Айвы. Длина реки составляет 42 км, площадь водосборного бассейна — 331 км².
Наиболее крупный правый приток Веж-Айвы — река Керенка.

## Данные водного реестра
По данным государственного водного реестра России относится к Верхневолжскому бассейновому округу, водохозяйственный участок реки — Сура от Сурского гидроузла и до устья реки Алатырь, речной подбассейн реки — Сура. Речной бассейн реки — (Верхняя) Волга до Куйбышевского водохранилища (без бассейна Оки).
Код объекта в государственном водном реестре — 08010500312110000036302.